# دره شارین
دره شارین (انگلیسی: Sharyn Canyon) دره بزرگی است در قزاقستان که در ۲۰۰ کیلومتری شرق آلماتی و نزدیک به مرز چین واقع شده‌است.
رودخانه شارین از این دره می‌گذرد. طول این بزرگ‌دره ۸۰ یا ۹۰ کیلومتر است. در ۲۳ فوریه ۲۰۰۴ در این منطقه پارک ملی شارین تأسیس شد.
بر اثر هزاران سال فرسایش، این دره سازندهای رنگارنگی، در اندازه‌ها و اشکال مختلف، به خود گرفته‌است. هر چند این دره از گرند کنیون آمریکا کوچکتر است اما چشم‌اندازهای آن را با گرند کنیون مقایسه کرده‌اند.